# Jason Miller
Jason Miller (născut John Anthony Miller Jr.; n. 22 aprilie 1939, New York City, New York, SUA – d. 13 mai 2001, Scranton, Pennsylvania, SUA) a fost un dramaturg și actor american. În anul 1973, acesta a câștigat Premiul Pulitzer pentru dramaturgie, Premiul Tony la categoria „cea mai bună piesă de teatru”⁠(d) pentru That Championship Season⁠(d) și a fost nominalizat la Premiul Oscar pentru cel mai bun actor în rol secundar pentru interpretarea preotului Damien Karras⁠(d) în filmul de groază Exorcistul. Și-a reluat rolul în lungmetrajul Exorcistul III. Miller a devenit ulterior directorul artistic al Teatrului Public Scranton din Scranton, Pennsylvania.

## Biografie
Miller s-a născut John Anthony Miller Jr. în Queens, New York City, fiul lui Mary Claire (născută Collins), profesoară, și a lui John Anthony Miller Sr., electrician. Aceștia erau catolici irlandezi⁠(d).
Familia sa s-a mutat în Scranton în 1941, unde Miller a urmat Liceul St. Patrick și Universitatea din Scranton⁠(d). A obținut o diplomă în limba engleză și filozofie. Mai târziu, a studiat în cadrul departamentului de teatru al Universității Catolice din America⁠(d) din Washington, D.C.. Deși Associated Press menționa la momentul morții sale că actorul a obținut o diplomă de master în cadrul instituției, lui Miller i s-a cerut să părăsească școala înainte să poată obține o diplomă, „deoarece nu a participat la cursuri, nu a susținut  teste și nu le escorta niciodată pe studente în dormitorul lor înainte de ora 22:00”. În această perioadă, a predat teatru și engleză la Liceul Archbishop Carroll din apropiere de Washington, D.C.⁠(d).

## Cariera
Miller a devenit cunoscut datorită piesei de teatru That Championship Season⁠(d) (1972), premiată cu Premiul Pulitzer și Premiul Tony⁠(d). Charles Durning⁠(d), Richard Dysart și Paul Sorvino apăreau în distribuția originală a piesei. Acesta a primit rolul preotului Damien Karras în filmul de groază Exorcistul (1973), fiind nominalizat la Premiul Oscar la categoria „cel mai bun actor în rol secundar”. I s-a oferit rolul principal din filmul Șoferul de taxi, însă l-a refuzat pentru a apărea în The Nickel Ride⁠(d).
În 1982, Miller a regizat versiunea cinematografică⁠(d) a piesei That Championship Season. În distribuție erau Robert Mitchum (înlocuitor pentru William Holden, mort cu puțin timp înainte de începerea filmărilor), Paul Sorvino, Martin Sheen, Stacy Keach și Bruce Dern. A avut puține roluri de film, deoarece era mai interesat de producțiile teatrale regionale. L-a interpretat pe Henry Drummond în piesa de teatru Inherit the Wind⁠(d).
A fost director artistic al Scranton Public Theatre. În cadrul SPT, Miller a fost atât regizor, cât și actor al unor producții de teatru precum Blithe Spirit⁠(d), Harvey⁠(d), California Suite⁠(d), Crimes of the Heart⁠(d) și The Lion in Winter⁠(d). A apărut ocazional în lungmetraje, având roluri în The Devil's Advocate⁠(d)  (1977), The Dain Curse⁠(d) (1978), The Ninth Configuration⁠(d) (1980), Toy Soldiers⁠(d) (1984), The Exorcist III (1990) și Rudy⁠(d) (1993).
În 1998, a organizat un turneu național cu piesa de teatru solo⁠(d) Barrymore's Ghost. A interpretat piesa în cadrul Theater Double din Philadelphia în octombrie 2000 și a primit recenzii pozitive din partea criticilor. Urma să apară în piesa The Odd Couple⁠(d) (2001) în cadrul Festivalului de Teatru de Vară din Pennsylvania, însă a încetat din viață înainte de punerea în scenă.

## Viața personală
Miller a fost tatăl actorilor Jason Patric⁠(d) (cu prima soție Linda Gleason⁠(d), fiica lui Jackie Gleason) și Joshua John Miller⁠(d) (cu a doua soție Susan Bernard⁠(d)).
Din 1972, locuia în Neponsit, Queens⁠(d), New York.
În 1982, s-a întors în Scranton pentru a deveni director artistic al Scranton Public Theatre, o companie regională de teatru înființată cu un an înainte.
Pe 13 mai 2001, Miller a murit din cauza unui atac de cord în Scranton, Pennsylvania.
În 2004, orașul Scranton i-a cerut actorului Paul Sorvino, prieten de mulți ani cu Miller și membru din distribuția piesei de teatru That Championship Season, să sculpteze un bust de bronz al regretatului dramaturg. Statuia a fost dezvelită în decembrie 2008.
În martie 2011, piesa That Championship Season a fost pusă în scenă pe Broadway. În distribuția sa erau Brian Cox, Kiefer Sutherland, Jim Gaffigan și Jason Patric (fiul lui Miller).

## Filmografie
| An   | Titlu                                          | Rol                              | Note |
| ---- | ---------------------------------------------- | -------------------------------- | --- |
| 1973 | The Exorcist                                   | Father Damien Karras             | Nominalizat — Premiul Oscar pentru cel mai bun actor în rol secundar                                    |
| 1974 | The Nickel Ride                                | Cooper                           | |
| 1975 | A Home of Our Own                              | Father William Wasson            | Film de televiziune                                                                                     |
| 1976 | F. Scott Fitzgerald in Hollywood               | F. Scott Fitzgerald              | Film de televiziune                                                                                     |
| 1976 | El Perro                                       | Aristides Ungria                 | a.k.a. The Dog aka Vengeance (titlu de lansare în SUA)                                                  |
| 1977 | The Devil's Advocate                           | Dr. Meyer                        | |
| 1978 | The Dain Curse                                 | Owen Fitzstephan                 | Miniserie                                                                                               |
| 1979 | Vampire                                        | John Rawlins                     | Film de televiziune                                                                                     |
| 1980 | The Ninth Configuration                        | Lt. Frankie Reno                 | a.k.a. Twinkle, Twinkle, Killer Kane                                                                    |
| 1980 | The Henderson Monster                          | Dr. Tom Henderson                | Film de televiziune                                                                                     |
| 1980 | Marilyn: The Untold Story                      | Arthur Miller                    | Film de televiziune                                                                                     |
| 1981 | The Best Little Girl in the World              | Clay Orlovsky                    | Film de televiziune                                                                                     |
| 1982 | Sezonul campionilor (That Championship Season) |                                  | Scenarist / Regizor Nominalizat – Premiul Ursul de Aur la Festivalul Internațional de Film de la Berlin |
| 1982 | Monsignor                                      | Don Vito Appolini                | |
| 1984 | Toy Soldiers                                   | Sarge                            | |
| 1984 | A Touch of Scandal                             | Garrett Locke                    | Film de televiziune                                                                                     |
| 1984 | Terror in the Aisles                           |                                  | Scene din arhivă                                                                                        |
| 1987 | Light of Day                                   | Benjamin Rasnick                 | |
| 1987 | Deadly Care                                    | Dr. Miles Keefer                 | Film de televiziune                                                                                     |
| 1990 | The Exorcist III                               | Patient X (Father Damien Karras) | |
| 1992 | Small Kill                                     | Mikie                            | |
| 1993 | Rudy                                           | Ara Parseghian                   | |
| 1995 | Mommy                                          | Lieutenant March                 | |
| 1995 | Murdered Innocence                             | Detective Rollins                | |
| 1998 | Trance                                         | The Doctor                       | a.k.a. The Eternal                                                                                      |
| 1999 | That Championship Season                       |                                  | Film de televiziune Scenarist                                                                           |
| 2000 | Slice                                          |                                  | |
| 2002 | Paradox Lake                                   |                                  | |
| 2003 | Finding Home                                   | Lester Bownlow                   | Rol de film final                                                                                       |

## Lucrări
- Nobody Hears a Broken Drum (1970)
- Lou Gehrig Did Not Die of Cancer (1971)
- That Championship Season (1972)
- Barrymore's Ghost (2000)
- Three One-Act Plays (1973, teatru)